# Barichneumon peramoenus
Barichneumon peramoenus är en stekelart som först beskrevs av Heinrich 1961.  Barichneumon peramoenus ingår i släktet Barichneumon och familjen brokparasitsteklar. Utöver nominatformen finns också underarten B. p. calliandros.